# Manuel Müller
Pour les articles homonymes, voir Müller.
 (février 2023).
Si vous disposez d'ouvrages ou d'articles de référence ou si vous connaissez des sites web de qualité traitant du thème abordé ici, merci de compléter l'article en donnant les références utiles à sa vérifiabilité et en les liant à la section « Notes et références ».
Manuel Müller, (parfois également Manuel Muller), né en 1955 à Paris, est un sculpteur et graveur franco-suisse.

## Biographie
Né à Paris, Manuel Müller est le fils du sculpteur Robert Müller, et demi-frère du peintre Grégoire Müller. Il se forme à la sculpture à Carrare (1972-1976). Il retourne ensuite en France jusqu'en 1982,  puis s'installe à Lausanne. 
Les sculptures de Manuel Müller sont taillées dans le bois et en général peintes; elles sont souvent augmentées d'éléments mobiles, de matériaux ajoutés (verre, métal), de papiers imprimés ou peints. Parallèlement à la sculpture, Manuel Müller pratique la gravure (xylographie).
Son œuvre est distinguée par le Prix de sculpture de l’UBS (1987) et le Prix Bourdelle (Paris, 1993).

## Expositions personnelles (sélection)
- 2014 et 2015 Galerie Bachlechner, Bergdietikon
- 2012 Galerie Carzaniga, Bâle
- 2011 Flon square galerie, Lausanne
- 2010 Sotterranei dell'Arte, Monte Carasso
- 2009 Galerie Fallet, Genève / Galerie du Château, Avenches
- 2008 Galerie Carzaniga, Bâle
- 2007 Galerie de l'Univers, Lausanne
- 2006 Le Manoir de Martigny, Martigny
- 2005 Galerie Carzaniga, Bâle
- 2004 Galerie Arts et Lettres, Vevey
- 2003 Galerie Guillaume Daeppen, Bâle
- 2001 Musée Jenisch, Vevey
- 1998 Galerie de l'entracte, Lausanne
- 1996 Kunstraum Medici, Soleure
- 1995 Galerie de l'entracte et Galerie Aparté, Lausanne
- 1994 Musée Antoine Bourdelle, Paris
- 1992 Galerie de l'entracte et Galerie Aparté, Lausanne
- 1991 Galerie Carzaniga und Ueker, Bâle
- 1990 Galerie Axel Holm, Ulm
- 1989 Galerie de l'entracte, Lausanne
- 1988 Galerie Scheidegger, Zürich / Galerie Carzaniga und Ueker, Bâle
- 1985-86-87 Galerie Varnier, Paris
- 1984 Galerie de l'entracte, Lausanne
- 1983 Galerie H, Burgdorf
- 1981 Galerie Scheidegger, Zürich
- 1979 Galerie Loeb, Berne
- 1977 Galerie Yves Brun, Paris

## Expositions collectives (sélection)
- 2016 Espace Nicolas Schilling et Galerie, Neuchâtel
- 2015 Galerie Dubner Moderne, Lausanne: Art Hamptons
- 2014 Galerie Dubner Moderne, Lausanne: Scope Basel, Scope Miami et Art Hamptons
- 2013 Galerie Chantal Bamberger à Art Karlsruhe
- 2013 Galerie Laforêt, Verbier
- 2013 Galerie Dubner Moderne, Lausanne: Scope New York et Scope Miami
- 2013 Augenblic, Museum im Lagerhaus, St Gallen
- 2010 Galerie Fallet, Genève
- 2008 Gratwanderer, Museum im Lagerhaus, St-Gall
- 2007 Mutter Madonna Monster, Museum im Lagerhaus. St-Gall
- 2008, 2005,1999,1996,1993,1984  Bex & Arts, triennale de sculpture, Bex, Suisse
- 1999 Le corps évanoui, les images subites, Musée de l'Élysée, Lausanne
- 1995 Musée Arlaud, Lausanne
- 1993 Les Müller, un inventaire à la Tinguely, Fri-Art, Fribourg
- 1990 Salon de Mai, Paris.
- 1988 Art 19/88. Bâle (Galerie Carzaniga und Ueker)
- 1987 Musée cantonal des Beaux Arts, Lausanne
- 1985 Exposition Suisse de sculpture, Môtiers
- 1977 Artistes suisses de Paris, Neuchâtel
- 1975 Exposition Suisse de sculpture, Bienne

### Catalogues
- Manuel Müller, sculpteur, textes de Jacques Chessex, Françoise Jaunin, Jean-Marie Reynier, Michel Thévoz, Bertrand Schmid, Éditions Notari, Genève, 2011
- Manuel Müller. Et rei, texte de Jacques Chessex, Cascio Editore, coll. I Sotterranei dell’Arte, Lugano, 2010
- Manuel Müller. Sculptures, dessins et gravures, textes de Bernard Blatter [et al.], Vevey, Musée Jenisch, 2001
- Le corps évanoui, les images subites, Véronique Mauron et Claire de Ribaupierre éd., Musée de l'Élysée Lausanne, Hazan, 1999
- Manuel Müller. Prix Bourdelle 1993, texte de Caroline Beltz, éd. des Musées de la Ville de Paris, 1994
- Sculptures du Musée cantonal des beaux-arts Lausanne. Œuvres choisies, texte de Chantal Michetti-Prod'Hom. Musée cantonal des beaux-arts Lausanne, 1990
- Manuel Müller, Robert Müller, Grégoire Müller, textes de Peter Killer, Rainer Michael Mason, Grégoire Müller, Galerie Carzaniga & Ueker, 1988

### Inserts, livres d'artistes, livres illustrés
- Manuel Müller, dessins, Éditions du petit O, Tartegnin, 2013
- Singe, in Mode de vie, art&fiction, Lausanne, 2010
- Une nuit dans la forêt, texte de Jacques Chessex, éditions Notari, coll. Qu'art est, Genève, 2009
- Vie rouge, texte de Pierre Yves Lador, Éditions Remarques, Lausanne, 2008
- sans titre, in revue TROU XII, Moutier, 2002